# روسولا طينية
روسولا طينية (الاسم العلمي: Russula lutea) هي نوع من الفطريات تتبع جنس الروسولا من الفصيلة الروسولية.